# Neujahr
Neujahr (auch Neujahrstag) ist der erste Tag des Kalenderjahres. Wegen der teils in einzelnen Kulturen und Religionen unterschiedlichen Zeitrechnungen und damit auch Kalender ist der Jahresbeginn zu unterschiedlichen Zeitpunkten. In nahezu allen Kulturen ist mit ihm ein Neujahrsfest mit dazugehörigen Bräuchen verbunden, oft ist er ein Feiertag. Die Wahl, auf welchen Tag der 1. Tag des Kalendersystems fällt, wird Kalenderstil genannt.

## Grundlagen
Auf astronomischer Basis sind Neujahrsdaten für sonnengebundene Kalendersysteme (Solarkalender und Lunisolarkalender), die sich auf längerfristig feste Zeitpunkte wie Winter-/Sommersonnenwende (Solstitien) respektive Durchgang durch den Winter-/Herbstpunkt (Tag-und-Nacht-Gleiche, Äquinoktien), also die Geometrie der Ekliptik beziehen, üblicher als etwa dem Periheldurchgang (maximale Sonnennähe), also Geometrie der Umlaufbahn der Erde. Reine Mondkalender (Lunarkalender) beziehen ihr System auf Ereignisse des [Sonne-]Erde-Mond-Systems (wie Neumond/Vollmond). Die beiden Modelle „wandern“ bezüglich eines Jahresanfangs also zueinander. Zusätzlich tritt wegen der Länge des Sonnenjahres von grob 365¼ Tagen die Interkalation (Schalttage und ähnliche Überbrückungseinheiten) hinzu, die sich unterschiedlich lösen lässt. Die Wahl des Neujahrstermins an sich ist aber rein willkürlich, und kulturell bedingt, und wird daher Kalenderstil genannt.
Der heute international übliche Gregorianische Kalender orientiert sich am Sonnentiefstand der Nordhalbkugel (21. Dezember, daher schwankt der Frühlingstermin) und ist dem Sonnenjahr in diesem Sinne um 10 Tage verschoben (das zugrundeliegende Tropische Jahr für die Jahreslänge wird aber definitorisch heute auf den Frühlingspunkt bezogen, der leichter messbar ist).
Genannte Daten sind im folgenden Text entweder das desjenigen Kalendersystems, das behandelt wird, oder das des Gregorianischen Kalenders, dem andere Kalendersysteme- und -stile in Bezug gesetzt sind.

## Neujahrstermin im westlichen Kulturraum
Im Jahre 153 v. Chr. verlegten die Römer nach ihrem Kalender den Beginn des Amtsjahrs vom 1. März auf den 1. Januar, auf den Tag des Amtsantrittes der Konsuln. Das Kalenderjahr behielt jedoch weiterhin den Märzstil mit dem 1. März als Jahresbeginn. Erst durch Caesars Kalenderreform (Julianischer Kalender) wurden die ursprünglich angehängten Monate Januar und Februar an den Jahresanfang gesetzt, so dass Kalenderjahr und Amtsjahr am 1. Januar begannen. Damit verloren auch die Zählmonate (September, so viel wie ‚siebter‘; Oktober, ‚der achte‘; November, ‚der neunte‘; Dezember, ‚der zehnte‘) die ihren Namen entsprechenden Positionen. Statt einer Jahreszählung benannten die Römer die Jahre nach den Amtszeiten der Konsuln.
Bis zur Festsetzung des Neujahrstages im Jahr 1691 durch Papst Innozenz XII. auf den 1. Januar galt in weiten Teilen Europas der 6. Januar (Hochneujahr) als Jahresbeginn.
Im westlichen Kulturraum ist der 1. Januar als Termin für den Jahresanfang seit dem Mittelalter weit verbreitet. Unabhängig davon gab und gibt es in unterschiedlichen Regionen und Zeiten andere Daten, und darüber hinaus wurden in denselben geographischen Gebieten mitunter verschiedene Neujahrstermine gleichzeitig verwendet.
Erwähnenswert sind folgende vor allem im kirchlichen Bereich (siehe Kirchenjahr) verwendete Varianten:
- der Circumcisionsstil (von lateinisch circumcisio = Beschneidung Jesu am 8. Lebenstag) lässt das Jahr am 1. Januar beginnen
- der Annuntiationsstil ab conceptione Virginis (von lat. annuntiatio = Verkündigung der Empfängnis an Maria) am 25. März (nahe der Frühlings-Tag-und-Nacht-Gleiche / dem Frühlingsanfang)
- der Weihnachtsstil am 25. Dezember (nahe der längsten Nacht / dem Winteranfang)
- der Paschalstil (von lat. pascha = Ostern) zwischen dem 22. und 23. März und dem 25. April
- Das Kirchenjahr beginnt am ersten Advent und endet in der evangelischen Kirche mit dem Ewigkeitssonntag, in der katholischen und anglikanischen mit dem Christkönigsfest. Das orthodoxe Kirchenjahr beginnt am 1. September.

## Neujahrstermine

### Feste Termine
- 1. Januar
  - Circumcisionsstil: Fest der Beschneidung des Herrn
  - Römisches Reich ab 153 v. Chr. (offizieller Amtsantritt der Konsuln)
  - Römisches Reich ab 45 v. Chr. (→ Julianischer Kalender)
  - Rom und mittelalterlicher Kirchenstaat
  - Deutschland: Stadt Frankfurt am Main, Kurmainz ab dem 13. Jahrhundert, Meißen und Thüringen, Hochstift Münster ab dem 14. Jahrhundert, Augsburg ab dem 15. Jahrhundert, allgemein in Deutschland im Verlauf des 16. Jahrhunderts
  - Frankreich: ab 1564 (→ Edikt von Roussillon)
  - Japan: ab 1873 (→ japanisches Neujahrsfest)
  - Russland: ab 1929 (→ Sowjetischer Revolutionskalender)
  - Thailand: ab 1941 (→ Suriyakati-Kalender)

- 6. Januar
  - Hochneujahr: Feste der Heiligen Drei Könige und der Erscheinung des Herrn
  - bei den Alemannen und später in Schwaben

- 12. Januar
  - Algerien: ab 2018, staatlicher Feiertag des Yennayer (Neujahrstag) im Berber-Kalender

- 13. Januar
  - Marokko: ab 2024, staatlicher Feiertag des Yennayer (Neujahrstag) im Berber-Kalender
  - Tunesien: Feiertag des Yennayer (Neujahrstag) im Berber-Kalender
- 14. Januar
  - Alter Silvester
  - ziviles orthodoxes Neujahr, entspricht dem 1. Januar nach dem julianischen Kalender; vgl. unten 14. September

- 1. März (Märzstil)
  - Antiker römischer Kalender bis 153 v. Chr.
  - bei den Franken
  - Altrussischer Kalender 988 bis zwischen 1475 und 1500
  - Venedig bis 1797 (More Veneto)
  - Osmanisches Reich und Türkei von 1840 bis 1926 (Rumi-Kalender)

- 21. März (Frühlingsanfang)
  - Im Bahá’í-Kalender beginnt das Jahr am 21. März in Gemeinjahren und 20. März in Schaltjahren, der Naw Ruz oder Nouruz genannt wird. Dieser Feiertag wird im Iran, in Tadschikistan, Usbekistan, Kirgisistan, Turkmenistan, Aserbaidschan, Afghanistan, in der parsischen Gemeinde, in Indien, Kosovo, in Pakistan und von den Kurden gefeiert und geht angeblich auf Zarathustra zurück.
  - Der erste Tag des Jahres im iranischen Kalender wird bestimmt durch den astronomischen Frühlingsbeginn, die Frühlingstagundnachtgleiche (siehe Nouruz). Diese liegt im Gregorianischen Kalender zwischen dem 19. März und dem 21. März. Wenn der Zeitpunkt der Frühlingstagundnachtgleiche vor 12:00 Uhr Ortszeit Teheran ist, wird dieser Tag der erste Tag des neuen Jahres, ansonsten der nächste Tag.

- 25. März
  - Annuntiationsstil, auch Inkarnationsstil: Fest der Mariä Verkündigung; eingeführt von Dionysius Exiguus 525
  - verbreitet in Deutschland bis ins 13. Jahrhundert
  - im Erzstift bzw. Erzbistum Trier und seinen Suffraganbistümern bis in die zweite Hälfte des 17. Jahrhunderts um 1680 (Trierer Stil Mos Trevirensis)[2]
  - Florenz und Pisa von der Renaissance bis 1749
  - Schottland bis 1600
  - England und Irland vom 13. Jahrhundert bis 1752, bis heute erhalten als Beginn des britischen Steuerjahres

- 1. April
  - Neujahr der Assyrer.
  - Akitu
  - Thailand: 1888 bis 1941 (→ Suriyakati-Kalender)

- Erster Mittwoch nach dem 14. April:
  - Neujahr (Serê Sal) der Jesiden[3]

- 13. bis 15. April
  - Thailand (siehe den Artikel Songkran)

- Mitte April
  - Neujahr der Khmer und der Tamilen
  - Nepal

- 1. September
  - Kleinasien ab 1. Jahrhundert v. Chr. (Geburtsmonat von Kaiser Augustus)[4]
  - Byzantinisches Reich (Tag der Schöpfung der Welt)[5]
  - Altrussischer Kalender von der Mitte des 13. Jahrhunderts bis 1701 (Peter der Große)
  - Georgischer Kalender

- 11. September
  - Nairuz: Neujahr der Kopten bzw. in Äthiopien und Eritrea; ebenso der Rastafari (vgl. Koptischer Kalender, Äthiopischer Kalender)

- 14. September
  - kirchliches orthodoxes Neujahr, entspricht dem 1. September nach julianischem Kalender; vgl. oben 14. Januar

- 22. September
  - Frankreich, zwischen 1793 und 1805, siehe den Artikel Französischer Revolutionskalender

- 31. Oktober
  - keltisches Neujahrsfest

- 1. November
  - keltisches Neujahr im Neuheidentum, siehe auch Samhain

- 25. Dezember
  - Nativitätsstil: Weihnachtsfest
  - verbreitet in England, Deutschland und der Schweiz bis ins 16. Jahrhundert
  - Spanien 14. bis 16. Jahrhundert

### Bewegliche Termine
Beweglich ist der Termin relativ sowohl zum gregorianischen Kalender als auch zum Sonnenjahr:
- Nepalesisches Neuesjahr: Offiziell werden in Nepal gleichzeitig zwei Kalender genutzt. Zum einen der weltweit anerkannte gregorianische Kalender und zum anderen der sogenannte Vikram-Sambat-Kalender. Der Vikram-Sambat-Kalender ist ein Lunisolarkalender und orientiert sich sowohl an der Sonne als auch an den Mondphasen.

Das Neujahr in Nepal ist als das „Navavarsha“ bekannt und beginnt am ersten Tag des ersten Monats Baisakh. Dieser Tag fällt nach dem internationalen Kalender in die zweite Aprilwoche und wird in Nepal tatsächlich als Neujahrsfest gefeiert. Dieser Tag ist ein Nationalfeiertag und die Leute treffen sich für gewöhnlich auf ein gemeinsames Picknick, feiern und genießen den Tag in Geselligkeit.
- Chinesisches Neujahrsfest (siehe dort)
- Ostern im Kirchenjahr (zwischen 22./23. März und 25. April); der Paschalstil, von lat. pascha (z. B. im georgischen Kalender)
- jüdisches Neujahrsfest (siehe dort)
- Muslimisches Neujahr (siehe Muharram). Da das muslimische Jahr etwa 11 Tage kürzer ist und nie Schaltmonate eingefügt werden, wandert der Neujahrstermin gegenüber dem Gregorianischen Kalender, so dass etwa alle 33 Jahre zwei muslimische Neujahre in ein Kalenderjahr fallen.
- Balinesisches Neujahr (Tag nach dem ersten Frühlingsneumond)
- Matariki, das Neujahrsfest der neuseeländischen Māori und anderer polynesischer Völker im Südpazifik: der Aufgang von Rigel oder der benachbarten Plejaden, Anfang Juni.
- 1. Advent: Beginn des Kirchenjahres in der Westkirche